# آلکم
آلکم (انگلیسی: Alkem) شرکت داروسازی هندی است، که در سال ۱۹۷۳ تأسیس شد.